# Миланско војводство
Миланско војводство је било конститутивни део децентрализованог Светог римског царства у северној Италији од 1395. до 1797. којом су владале бројне династије, већином изван Италије. Створено је 1395. када је обухватало 26 градова и велику руралну област у средишту Падске низије источно од побрђа Монферата. Током великог дела свог постојања, војвоство се налазило окружено Савојом на западу, Млетачком републиком на исторку, Швајцарском конфедерацијом на северу, а на југу од Средоземног мора делила га је Ђеновљанска република. Територија Миланског војводства мењала се током векова, али је углавном покривала већи део Ломбардије, укључујући градове Милано и Павију. Парма је такође била део Миланског војводства све док се није одвојила у 16. веку у властито војводство. Миланско војводство је на крају припало Хабзбуршкој монархији по одредбама Баденског мира (1714), којим је окончан Рат за шпанско наслеђе. Војводство је остало аустријски посед до 1796. када га је покорила француска војска под Наполеоном Бонапартом, а престало је да постоји годину дана касније као резултат Кампоформијског мира, када ју је Аустрија предала новоснованој Цисалпинској републици.
Након Наполеоновог пораза, Бечки конгрес је обновио многе друге државе које је Наполеон укинуо, али не и Миланско војводсто. Уместо тога, њена бивша територија је постала део Краљевине Ломбардије-Венеције, са аустријским царем као краљем. Новооснована Краљевина Италија је 1866. припојила оно што је преостало од овог краљевства.

## Историја
Миланско војводство је основао 1395. Ђан-Галеацо Висконти, први милански војвода. Када је династија Висконти изумрла 1447, Милано је прогласио републику, упркос чињеници да је војвода од Орлеана био легитиман наследник по уговору. Он се баш није превише трудио да заузме свој посед, али је и поред тога Миланска република била кратког века јер је кондотјер Франческо Сфорца, успео да као део своје награде добије и кћерку последњег миланског војводе Филипа Висконтија. Након смрти свог таста - 1450, постао је војвода Милана. Његови потомци су уз повремене прекиде владали Миланом све до 1535.

### Француске претензије на Миланско војводство
Војвода од Орлеана је 1498. је постао краљ Француске под владарским именом Луј XII. Он је одмах након ступања на трон затражио своје ленско добро - Миланско војводство - које му је преко оца наследно припадало. Након одбијања Лудовика Сфорце да му препусти војводство, Луј је 1499. провалио у северну Италију и свргнуо Лудовика Сфорцу са владарског трона. Французи су владали Миланским војводством врло кратко, до 1512, кад су им власт у Милану преотели Швајцарци, који су на трон поставили Лудовиковог сина Масимилијана Сфорцу. Ни Масимилијано није успео да остане дуго на миланском трону, јер је нови француски краљ Франсоа I, поново упао у Ломбардију 1515. и након одлучне битке код Марињана заробио Масимилијана и повео га као затвореника са собом у Француску. Французе су из Миланског војводства истерали већ 1521. Аустријанци, који су на власт инсталирали Масимилијановог млађег брата - Франческа Сфорцу II.

### Миланско Војводство између Француза и Шпанаца
Након одлучујућег француског пораза у битка код бици код Павије - 1525, чинило се да је хабзбуршки цар Карло V постао превише снажан у Италији, због тог се Франческо Сфорца придружио Лиги из Коњака против цара, заједно с Млетачком републиком, Фирентинском републиком, папом и Француском. То је резултовало његовим брзим протеривањем из града Милана из којег су га истерале француске трупе, он је ипак успео да задржи власт и контролу над доста других градова у Миланском војводству, тако да се поновно вратио у Милано, након закључења мировног споразума из Камбреа у 1529.
Када је Франческо Сфорца умро - 1535. без наследника, поново се распламсало питање наследства, јер су и цар Светог римског царства и француски краљ тврдили да су легитимни наследници Миланског војводства, што је довело до више ратова. Војводство Парма основано је 1545. на делу Миланског војводства јужно од реке По, као феудално добро ванбрачног сина папе Павла III - Пјера Луиђија Фарнезеа, око града Парме.
Цар Светог римског царства Карло V Хабзбуршки успео је да завлада Миланским војводством, с намером да га препусти свом сину Филипу Кастиљском. Након потписивања мировног уговора у Като Камбрезију 1559. између Француске и Шпаније, Француска је признала Шпанији право на Миланско војводство.

### Миланско војводство за време Наполеонских ратова
Миланско војводство остало је у шпанским рукама све до краја Рата за шпанско наслеђе на почетку 18. века, кад су га освојили Аустријанци. Споразумом из Бадена којим је завршен рат 1714. Миланско војводство је уступљено Аустрији. Војводство је остало у аустријским рукама све док северну Италију нису заузеле Наполеонове трупе, 1796. Војводство је уступљено Француској Кампоформијским миром 1797. Миланско војводство постало је средишњи део нове Цисалпинске републике.
Након пораза Наполеона, у складу с одлукама Бечког конгреса од 9. јуна 1815. Миланско војводство није обновљено већ је постало део Краљевине Ломбардија-Венеција, марионетске државе Аустријског царства са Хабзбурговцима као краљевима. Краљевство Ломбардија-Венеција престало је да постоји 1866, кад је припојено Краљевини Италији.